# HD 24357
HD 24357 è una stella bianca di sequenza principale, di classe spettrale F4V, e di magnitudine +5,97, situata nella costellazione del Toro, membro dell'ammasso aperto delle Iadi.
Dista circa 135 anni luce dal sistema solare.

## Caratteristiche fisiche
L'età stimata della stella si aggira intorno a 1,4 miliardi di anni, sicuramente non minore di 1 miliardo di anni né maggiore di 1,6 miliardi di anni.
La sua metallicità (abbondanza di Fe) è circa -0.01 (97,7% del Sole).

## Caratteristiche orbitali e moto proprio
HD 24357 si muove lungo un'orbita intorno al centro galattico ad una velocità di 45,3 km/s relativa al sole, solidarmente con le altre stelle dell'ammasso delle Iadi.  La proiezione dell'orbita sul piano galattico fa sì che la stella percorra la sua orbita mantenendosi a una distanza compresa fra 20600 e 26900 anni luce dal centro della Galassia.
La massima vicinanza dal nostro sole fu raggiunta 688000 anni fa quando brillava di magnitudine visuale pari a 4,99 e distava appena 86 anni luce dal nostro Sistema solare.

## Osservazione
Si tratta di una stella situata nella costellazione del Toro: la sua declinazione comporta che possa essere osservata, nell'emisfero boreale, soprattutto nei mesi autunnali e invernali. Nell'emisfero sud, per via della sua alta declinazione e tenue luminosità, è osservabile con difficoltà.
La sua magnitudine pari a 5,97 la pone al limite estremo della visibilità ad occhio nudo, pertanto può essere osservata con l'ausilio di strumenti anche modesti, come un binocolo, ma sotto un cielo molto limpido.
Il periodo migliore per la sua osservazione nel cielo serale ricade nei mesi compresi fra novembre e febbraio.

## Occultazioni
Per la sua posizione prossima all'eclittica è talvolta soggetta ad occultazioni da parte della Luna e, più raramente, dei pianeti, generalmente quelli interni.
L'ultima occultazione lunare avvenne il 7 febbraio 2014.